# Diane Farr
Diane Farr, née le 7 septembre 1969 à Manhattan, New York (États-Unis), est une actrice américaine.

## Biographie
Diane Farr est née le 7 septembre 1969 à Manhattan, New York aux États-Unis. Ses parents sont Patricia et Thomas E. Farr.
Elle a des origines irlandaises et italiennes. Elle a étudié le théâtre à l'Université de Stonybrook.

### Vie privée
Elle était mariée depuis 2006 à Seung Yong Chung, directeur d'une société de marketing. Le couple a trois enfants, un petit garçon prénommé Beckett Mancuso Chung, né en 2007 et des jumelles, Sawyer Lucia et Coco Trinity Chung nées en 2008. Ils ont divorcés en 2020.

### Carrière
Elle débute à la télévision en 1992 lors d'un épisode de Les dessous de Palm Beach.
En 1996, elle se fait remarquer dans la série Unhappily Ever After. L'année suivante, elle apparaît dans In the House.
Elle fait ses premiers pas au cinéma en 1998 dans Divorced White Male et joue dans un épisode V.I.P.. L'année d'après, elle joue dans une dizaine d'épisodes de Roswell (jusqu'en 2001), It's Like, You Know... et Le Drew Carey Show.
Elle obtient surtout en 2001 son premier rôle récurrent dans une série, celui de Jan Fendrich dans la série The Job, diffusée sur ABC. La série s'arrête finalement en 2002. Cette même année, elle joue dans Les Experts.
De 2004 à 2005, elle joue dans Rescue Me : Les Héros du 11 septembre, puis elle obtient un rôle dans Numb3rs, jusqu'en 2008.
En 2010, elle apparaît dans un épisode de Desperate Housewives, Grey's Anatomy et FBI : Duo très spécial.
En 2012, elle tourne au cinéma dans About Cherry de Stephen Elliott et à la télévision dans Mentalist, Les Experts : Miami et obtient un rôle durant quelques épisodes de Private Practice et La vie secrète d'une ado ordinaire.
En 2016, elle tient un rôle secondaire dans Chance, mais la série est annulée après une saison. Au cinéma, elle est présente dans 12 Feet Deep de Matt Eskandari et  American Romance (en) de Zackary Adler.
En 2018, elle tourne dans Splitting Up Together, mais la série est, elle aussi, annulée après une saison. L'année suivante, elle est présente dans un épisode Bluff City Law.
En 2022, elle joue dans un épisode de New York, unité spéciale et obtient un rôle secondaire dans Fire Country avec Max Thieriot et Kevin Alejandro.

## Filmographie

### Cinéma

#### Longs métrages
- 1998 : Divorced White Male de Lou Volpe : Lisa
- 1999 : Little Indiscretions de Craig Lew : C.J.
- 2000 : Flooding de Todd Portugal : L'assistante
- 2012 : About Cherry de Stephen Elliott : Jilian
- 2014 : Wildlike de Frank Hall Green : La mère
- 2015 : Road Hard d'Adam Carolla et Kevin Hench : Sarah
- 2016 : 12 Feet Deep de Matt Eskandari : Clara
- 2016 : American Romance (en) de Zackary Adler : Brenda Reed
- 2017 : Palm Swings de Sean Hoessli : Claire
- 2017 : Blackmail d'Antony J. Bowman : Rachel

#### Courts métrages
- 1999 : Bingo d'E.D. Maytum : Miranda
- 2012 : The Carrier de Scott Schaeffer : Claudia

### Télévision

#### Séries télévisées
- 1992 : Les dessous de Palm Beach (Silk Stalkings) : L'assistante
- 1996 : Unhappily Ever After : Michelle
- 1997 : In the House (en) : Dr Young
- 1998 : V.I.P. : Helen
- 1998 / 2002 : Arliss : Erica Lansing / Penny Larson
- 1999 : Le Drew Carey Show (The Drew Carey Show) : Tracy
- 1999 : It's Like, You Know... : Cindy
- 1999 - 2001 : Roswell : Amy DeLuca
- 2000 : Secret Agent Man : Trish Fiore
- 2001 : The Job : Jan Fendrich
- 2002 : Les Experts (CSI: Crime Scene Investigation): Marcy Tobbin
- 2003 - 2004 : La Famille en folie (Like Family) : Maddie Hudson
- 2004 - 2005 : Rescue Me : Les Héros du 11 septembre (Rescue Me) : Laura Miles
- 2005 - 2008 : Numb3rs : Megan Reeves
- 2009 : Californication : Jill Robinson
- 2010 : Desperate Housewives : Barbara Orlofsky
- 2010 : Grey's Anatomy : Lila
- 2010 : FBI : Duo très spécial (White Collar) : Gina De Stefano
- 2012 : Mentalist (The Mentalist) : Amy Barron
- 2012 : Les Experts : Miami (CSI : Miami) : Marilyn Milner
- 2012 - 2013 : Private Practice : Miranda
- 2012 - 2013 : La vie secrète d'une ado ordinaire (The Secret Life of the American Teenager) : Willadean
- 2013 : Modern Family : Diane
- 2013 : Mon oncle Charlie (Two and a Half Men) : Rachel
- 2014 : Royal Pains : Annie
- 2015 : Allegiance : Elizabeth Simpson
- 2015 : Sin City Saints (en) : Alex King
- 2016 - 2017 : Chance : Christina Chance
- 2017 : Black-ish : Rachel
- 2018 - 2019 : Splitting Up Together : Maya
- 2019 : Bluff City Law : Hannah Corsair
- 2020 : Thumb Runner : Anna
- 2021 : Good Doctor (The Good Doctor) : Jean Starzak
- 2021 : Charmed : Francesca Jameson
- 2022 : New York, unité spéciale (Law and Order : Special Victims Unit) : Lola Simenon
- 2022 - 2023 : Fire Country : Sharon Leone

#### Téléfilms
- 2000 : The David Cassidy Story de Jack Bender : Lisa Erickson
- 2000 : Sacrifice (en) de Mark L. Lester : Karen Yeager
- 2002 : Superfire, l'enfer des flammes (Superfire) de Steven Quale : Sammy Kerns
- 2011 : Astéroïde (Collision Earth) de Paul Ziller : Victoria Preston

### Jeux vidéo
- 1996 : Who Is Oscar Lake ? : La serveuse
- 1999 : Lands of Lore 3 : Chesara / Jacinda / Morphera (voix)